# Фірсов Георгій Андрійович (депутат Державної Думи)
Гео́ргій Андрі́йович Фі́рсов (27 листопада (9 грудня) 1850 — після 1917) — громадський діяч, політик. Депутат Державної Думи Російської імперії від Харківської та Воронізької губерній.

## Життєпис
Народився 27 листопада (9 грудня) 1850 року. Був нащадком дворянських родин Воронізької та Харківської губерній.
Закінчив юридичний факультет Московського університету, здобув науковий ступінь кандидата права в 1876 році. Після цього займався громадською діяльністю. У 1876—1917 роках — почесний мировий суддя Острогозького повіту. З 1877 року неодноразово вибирався гласним Острогозького повітового земств, Воронізького (з 1883) та Харківського (з 1902) губернських земств. У 1882—1882 роках — голова Острогозького повітового земства. Старобільський повітовий (1893—1903) та харківський губернський (1903—1906) предводитель дворянства. 6 грудня 1899 здобув чин дійсного статського радника.
Під час Російської революції 1905—1907 років вступив до праволіберальної політичної партії «Союз 17 жовтня». У 1906 році був обраний до Державної Думи І скликання від Харківської губернії. Належав до групи мирного оновлення. Після розпуску Думи повернувся до земської діяльності.

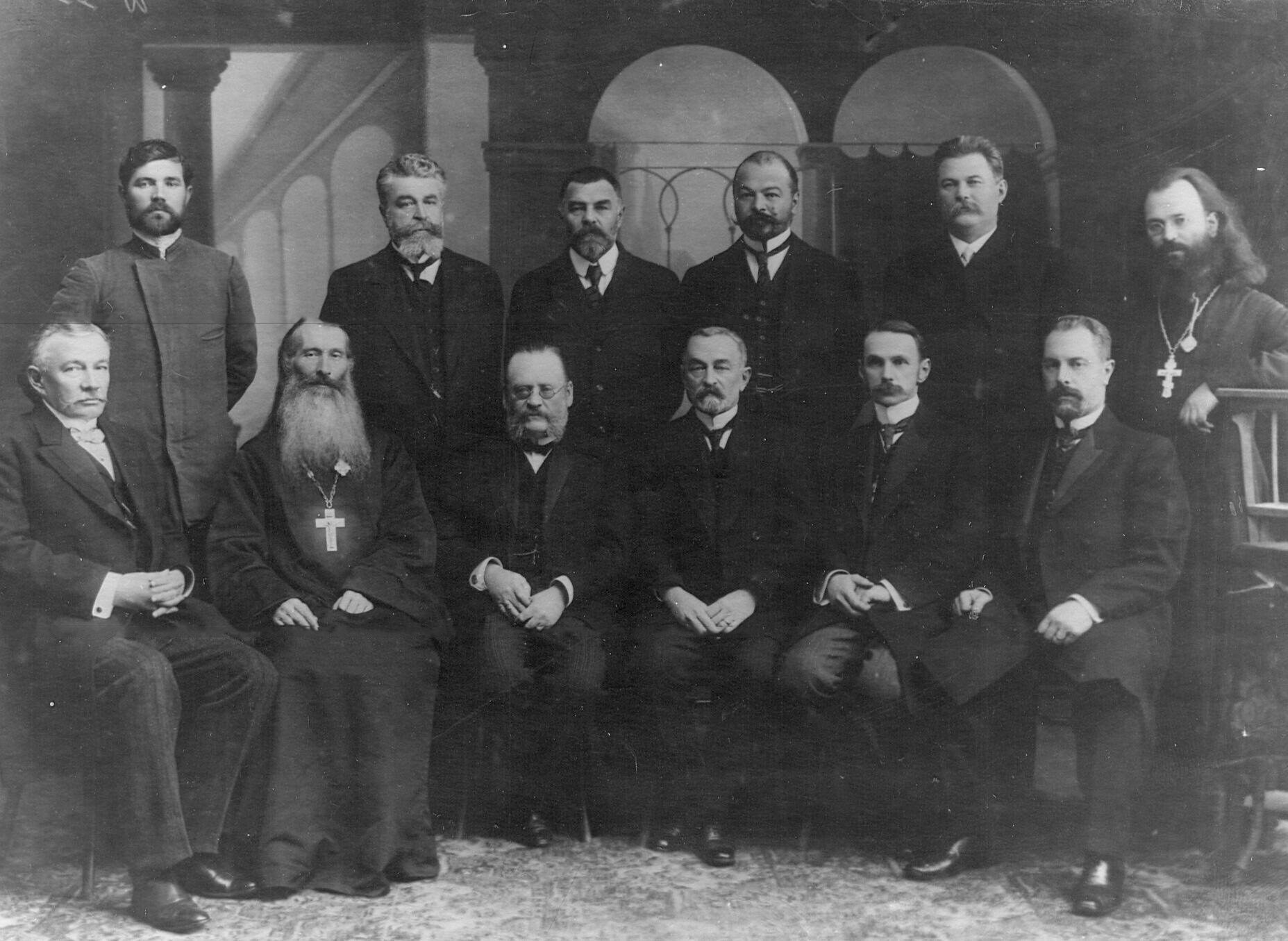
Депутати IV Державної Думи Росії, обрані від Воронізької губернії. Георгій Фірсов — перший зліва, сидить

1912 року був обраний до IV Державної Думи Росії від Воронізької губернії. Належав до групи октябристів. Після її розколу належав до групи земців-октябристів. Також входив до Прогресивного блоку. Був товаришем голови бюджетної комісії з 16 червня 1916 року. Також входив до комісій щодо місцевого самоврядування та питань віросповідань.
Після Лютневої революції 1917 року був включений до Тимчасового комітету Державної Думи.
Подальша доля невідома.

## Нагороди
- Орден святої Анни ІІ ступеня (1896)
- Орден святого Володимира ІІІ ступеня (1902)
- Орден святого Станіслава І ступеня (1904)
- Медаль «У пам'ять царювання імператора Олександра III»